# Alberto Valdés Ramos
Alberto Valdés Ramos   (Ciutat de Mèxic, 25 de juny de 1919 - Ciutat de Mèxic, 14 d'abril de 2013) va ser un genet mexicà que va competir durant les dècades de 1940 i 1950. Era pare del també medallista olímpic Alberto Valdés Lacarra.
El 1948 va prendre part en els Jocs Olímpics d'Estiu de Londres, on va disputar dues proves del programa d'hípica. Guanyà la medalla d'or en la prova del concurs de salts d'obstacles per equips, formant equip amb Humberto Mariles i Rubén Uriza, mentre en el concurs de salts individual fou desè. En ambdues proves muntà el cavall Chihuahua.
En el seu palmarès també destaca una medalla de bronze de salts per equips als Jocs Panamericans de 1951.